# Njazi Kuqi
Njazi Kuqi (Vushtrri, 25 maart 1983) is een Fins voetballer die als aanvaller speelt. Hij is de jongere broer van Shefki Kuqi.

## Clubcarrière
Kuqi's carrière begon bij FC Lahti. Na drie seizoenen maakte hij in 2005 een transfer naar Birmingham City. Hij kwam niet veel aan spelen toe bij de Engelse club. Hij werd tweemaal verhuurd en in mei 2006 verdiende Kuqi na een stage een amateurcontract bij FC Groningen. Na drie maanden werd de Finse aanvaller weggestuurd na een conflict op 16 augustus 2006. FC Groningen verklaarde dat Kuqi mocht vertrekken na een reeks incidenten.

## Interlandcarrière
Hij maakte zijn debuut voor de Finse nationale ploeg op 12 maart 2005 in een wedstrijd tegen Koeweit. Kuqi nam in dat duel de enige treffer voor zijn rekening.
| Interlanddoelpunten | Interlanddoelpunten | Interlanddoelpunten | Interlanddoelpunten     | Interlanddoelpunten | Interlanddoelpunten | Interlanddoelpunten | Interlanddoelpunten |
| #                   | Datum               | Locatie             | Wedstrijd               | Goal(s)             | Score               | Uitslag             | Wedstrijd           |
| ------------------- | ------------------- | ------------------- | ----------------------- | ------------------- | ------------------- | ------------------- | ------------------- |
| 1                   | 12/03/2005          | Koeweit-Stad        | Koeweit – Finland       | 16'                 | 0 – 1               | 0 – 1               | Oefeninterland      |
| 2                   | 18/03/2005          | Damman              | Saoedi-Arabië – Finland | 71'                 | 1 – 2               | 1 – 4               | Oefeninterland      |
| 3                   | 18/03/2005          | Damman              | Saoedi-Arabië – Finland | 78'                 | 1 – 4               | 1 – 4               | Oefeninterland      |
| 4                   | 01/06/2012          | Tartu               | Estland – Finland       | 10'                 | 0 – 1               | 1 – 2               | Baltic Cup          |
| 5                   | 01/06/2012          | Tartu               | Estland – Finland       | 22'                 | 0 – 2               | 1 – 2               | Baltic Cup          |

## Carrière
| seizoen | club                  | land      | competitie     | duels | goals |
| ------- | --------------------- | --------- | -------------- | ----- | ----- |
| 2002    | FC Lahti              | Finland   | Veikkausliiga  | 24    | 5     |
| 2003    | FC Lahti              | Finland   | Veikkausliiga  | 14    | 6     |
| 2004    | FC Lahti              | Finland   | Veikkausliiga  | 15    | 5     |
| 2004/05 | Birmingham City       | Engeland  | Premier League | 0     | 0     |
| 2005/06 | Birmingham City       | Engeland  | Premier League | 0     | 0     |
| 2005/06 | → Blackpool           | Engeland  |                | 4     | 0     |
| 2005/06 | → Peterborough United | Engeland  |                | 1     | 0     |
| 2006/07 | FC Groningen          | Nederland | Eredivisie     | 0     | 0     |
| 2006/07 | FC Carl Zeiss Jena    | Duitsland | 2. Bundesliga  |       |       |
| 2007/08 | Carl Zeiss Jena       | Duitsland | 2. Bundesliga  |       |       |
| 2007/08 | TuS Koblenz           | Duitsland | 2. Bundesliga  | 13    | 3     |
|         | totaal:               | totaal:   | totaal:        | 71    | 19    |